# École des beaux-arts de Saint-Brieuc
Pour les articles homonymes, voir École des beaux-arts.
 (mars 2011).
Si vous disposez d'ouvrages ou d'articles de référence ou si vous connaissez des sites web de qualité traitant du thème abordé ici, merci de compléter l'article en donnant les références utiles à sa vérifiabilité et en les liant à la section « Notes et références ».
L’École des beaux-arts de Saint-Brieuc et la galerie Raymond-Hains font partie d'une structure municipale qui répond à des missions d’enseignement artistique (cours enfants, adolescents et adultes), de formation (classe préparatoire publique aux écoles supérieures d'art, d'arts décoratifs et d'architecture) agrée par le Ministère de la Culture et de la Communication, seule du genre en Bretagne),[réf. nécessaire] et d'aide à la création et de diffusion de la création en arts visuels (expositions, rencontres).

## Histoire et contexte
L'école a vu le jour à la fin du XIXe siècle. D'abord implantée rue Abbé Josselin, elle déménage ensuite dans l'ancienne caserne Charner, désormais sur l'esplanade Georges Pompidou. En 2013 elle emménage de l'autre côté de l'esplanade, dans des locaux rénovés spécifiquement pour ses nouvelles missions, et est renommée « École des Beaux-Arts Émile Daubé », du nom du peintre et professeur de dessin qui en fut directeur de 1935 à 1961,.
L'école des beaux-arts de Saint-Brieuc est située à 250 m de la gare de Saint-Brieuc, à 500 m du musée d'art et d'histoire de Saint-Brieuc ou de la scène nationale « La Passerelle ».

## Galerie Raymond-Hains
Le programme architectural de l'école des beaux-arts inclut depuis 2013 des espaces d'exposition, de médiation et de régie qui ont permis de développer une programmation régulière d'expositions.
Le programme d'expositions de la galerie Raymond-Hains permet d'inviter des artistes français ou étrangers, reconnus ou émergents, à produire et à présenter leur travail dans un contexte professionnel.
Le fonds de la bibliothèque (4 000 ouvrages) est un des outils de l'équipe de médiation, des élèves et des enseignants. Il est à l'image de l'ancrage de l'école dans l'histoire et l'actualité des arts. Une sélection d'ouvrages est mise en avant à l'occasion de chaque exposition. La consultation des ouvrages à la bibliothèque est ouverte à tous les publics les mercredis et jeudis après-midi.
Le programme d'exposition donne lieu à un cycle de conférences mensuelles ouvertes à tous. Ces rendez-vous permettent de rencontrer les artistes exposés ou d'autres acteurs de la création (artistes, architectes, designers, critiques d'art, commissaires, historiens, conservateurs...).
La galerie Raymond-Hains vient ainsi compléter l'ensemble des ouvertures sur l'art portées par l'école des beaux-arts de Saint-Brieuc en offrant à tous les publics une rencontre directe avec des œuvres d'art et leurs auteurs.

### Liste des expositions depuis 2015
- Aurore Bagarry, portées par les eaux 2023
- EMBED, exposition collective, commissariat Fabrice Gallis et Sophie Lapalu, 2023
- Clémence Esteve, Je gagne en épaisseur, 2022
- Jason Glasser, Music For Evenings, 2021
- Anthony McCall, Sarkis, L'eau des rèves, 2020
- Julie Budet, Eva Taulois, Anaick Moriceau, Bouquet, 2020
- Bruno Persat, Les choses d'un monde autre, 2019
- L'eau des limbes, Dewar et Gicquel, 2019
- Elsa Sahal et Guillaume Pinard, Cloune, janvier - avril 2019
- Madison Bycroft, International Waters, septembre - décembre 2018, Ateliers Rennes[4]
- À bonne enseigne, Raymond Hains et Francis Baudevin, Claude Closky, Ryan Gander, Manon Recordon, Michael Riedel, Franck Scurti, Alain Séchas, avril - juillet 2018
- Jochen Dehn, Climate Control & The Summer Of Love, septembre 2017 - janvier 2018
- Julien Crépieux, Microfilm, mai - juillet 2017
- Je n'oublie jamais un visage, mais pour vous, je ferai une exception, mai - juillet 2017
- Babeth Rambault, Le sentier des travers, janvier - mars 2017
- Karolina Krassouli, A Thousand Hours, octobre - décembre 2016 / dans le cadre de la Biennale de Rennes
- Hippolyte Hentgen, L'Ève future, mai - juillet 2016
- Véronique Joumard, Des aimants, janvier - avril 2016
- Philippe Durand, Cinéma Neige, octobre 2015 - janvier 2016
- Sammy Engramer, Abstract Gouda, avril - juin 2015
- Vincent Mauger, L'élément du vide, janvier - mars 2015

Régisseur, Gwendal Monnier.

## Cours publics
La pédagogie mise en œuvre dans cette école est fondée sur une double approche de découverte et d'approfondissement. Toute l’année, des professeurs diplômés des écoles supérieures d’art dispensent des cours pour enfants, adolescents et adultes dans le cadre d’activités de loisirs ou de formation.
L'enseignement des cours amateurs s'est développé à Saint-Brieuc sur une dynamique autour des techniques dites classiques comme la taille sur pierre, le modelage, la gravure ou encore le modèle vivant. Les ateliers vastes et bien équipés de l'école rénovée permettent aux élèves de poursuivre ces pratiques durant de nombreuses années afin de parvenir à des niveaux de maîtrise avancée.
À ces pratiques classiques sont venus s'ajouter des cours d'histoire de l'art puis de dessin, de dessin-photographie et de peinture, plus largement ouverts sur l'art contemporain, tant au travers des expériences proposées aux élèves que par le croisement de techniques et l'ouverture vers les pratiques actuelles (mixité des médiums, ouverture sur le numérique...).
Les élèves des différents ateliers se rejoignent à l'occasion des expositions et projets conçus avec leurs enseignants dans ou hors les murs de l'école (fête du dessin, journées portes ouvertes, expositions, voyages, conférences...).
Les professeurs sont : Laure Bente (histoire de l'art), Hervé Beurel (atelier enfants, dessin adultes), Philippe Cam (atelier enfants, dessin et couleurs adultes), Erwan Manac'h (atelier enfants, modèle vivant adultes), Coralie Mézières (Volume), Anaick Moriceau (atelier enfants), Audrey Jamme  (gravure et techniques d'impression)

## Classe préparatoire publique
Reconnue par l’État et intégrée au réseau des 20 classes publiques de France préparant aux écoles supérieures d’art (APPEA), la classe préparatoire de l'école des Beaux-Arts de Saint-Brieuc accueille, après le bac, des élèves qui souhaitent se préparer à entrer dans des formations supérieures artistiques accessibles uniquement sur concours (art, arts appliqués, architecture).
La particularité de cette classe préparatoire publique tient : 
- dans la diversité des dispositifs pédagogiques offerts aux élèves (workshop ou semaine intensive sous la direction d'un artiste ; voyages ; suivi individuel ; rencontres d'architectes, de peintres, de restaurateurs, de plasticien, de photographes, de vidéastes...) ;
- à la synergie très forte entre la programmation de la galerie Raymond-Hains (proximité avec les artistes et les professionnels associés à la production des différents projets) ;
- aux nombreux partenariats existant avec des écoles supérieures d'art. et les réseaux professionnels.

Les professeurs sont : Laure Bente (histoire de l'art), Benoît Laffiché (photographie et images en mouvement), Audrey Jamme (gravure et techniques d'impression), Joachim Monvoisin (volume), François Feutrie (dessin), Anaick Moriceau (Couleurs, peinture), Nicolas Peuch (Outils numériques)

## Directeurs
- Depuis 2023 : Solenn Morel
- 2017-2023 : Béatrice Méline
- 2012-2017 : Judith Quentel
- 1935-1961 : Émile Daubé (1885-1961), peintre et professeur de dessin

## Professeurs
- Émile Daubé, peintre et professeur de dessin